# WARderley
WARderley é o terceiro álbum de estúdio da banda brasileira U.D.R., lançado em 2006.
Com canções de seu trabalho anterior, Jamo Brazilian Voodoo Macumba Kung Fu..., o trabalho é majoritariamente inédito. "Rock and Roll Anticósmico da Morte" é uma paródia de "Time Is Running Out", do Muse. A banda também incluiu "O Cais", uma continuação da música "Bonde da Orgia de Travecos". Além destas canções, se destacaram "Avião Brutal do Scat" (com influências de Racionais MC's e uma paródia de Katatonia) e "Som de Natal".
Foi o último disco com contribuições de MS Barney, embora na época do lançamento já tinha saído.[carece de fontes?] Algumas canções não possuem sua participação. Em "Clube Tião Caminhoneiro Hell", Aquaplay e Carvão fazem referência à sua saída: "O MS Barney saiu da nossa banda / Agora dá a bunda num terreiro de quimbanda".
A faixa de número 16 se chama "Ho Song", e é a junção de 50 arquivos de áudios, que originalmente, formam 66 no álbum. 
A data de lançamento estimada do álbum é 6 de junho de 2006 (06/06/2006), perto da data, a banda, em alguns shows em junho de 2006, vendeu cópias físicas do DVD (entre os dias 10 e 24 de junho).

Postagens oficiais da banda na sua página oficial do extinto site "Tramavirtual":
No dia 10/06/06, quem estiver no show da U.D.R. em São Paulo pagará apenas R$10,00 na sua cópia de WARderley!
INACREDITÁVEL!!!

No dia 15/06/06, quem estiver no show da U.D.R. n'A Obra também APENAS R$10,00 na sua cópia de WARderley!!!!
SEM PALAVRAS PARA DESCREVER!!

Quem estiver no show da U.D.R. em Goiânia, no dia 24/06/06 também só vai pagar MÍSEROS R$10,00 por WARderley!!!
MEU DEUS, VOU TER UM FILHO SUJO DE TINTA!!! 

## Faixas
| N.º            | Título                               | Duração |  |
| 1.             | "Dança do Bukkake"                   | 2:18    |  |
| 2.             | "Rock and Roll Anticósmico da Morte" | 3:12    |  |
| 3.             | "Som de Natal"                       | 3:40    |  |
| 4.             | "Intervenção 1"                      | 0:57    |  |
| 5.             | "Gigolô Autodidata"                  | 2:34    |  |
| 6.             | "Avião Brutal do Scat"               | 8:54    |  |
| 7.             | "Hosana Nasal Turas"                 | 2:32    |  |
| 8.             | "Sensação Besta no Furico"           | 2:19    |  |
| 9.             | "O Cais"                             | 3:49    |  |
| 10.            | "Intervenção 2"                      | 1:28    |  |
| 11.            | "Clube Tião Caminhoneiro Hell"       | 3:18    |  |
| 12.            | "Nicolau Had Câncer"                 | 4:08    |  |
| 13.            | "Você é Burro"                       | 3:22    |  |
| 14.            | "Intervenção 3"                      | 1:17    |  |
| 15.            | "Bonde do Goteirão"                  | 6:09    |  |
| 16.            | Sem título                           | 0:06    |  |
| 17.            | Sem título                           | 0:06    |  |
| 18.            | Sem título                           | 0:06    |  |
| 19.            | Sem título                           | 0:06    |  |
| 20.            | Sem título                           | 0:06    |  |
| 21.            | Sem título                           | 0:06    |  |
| 22.            | Sem título                           | 0:06    |  |
| 23.            | Sem título                           | 0:06    |  |
| 24.            | Sem título                           | 0:06    |  |
| 25.            | Sem título                           | 0:06    |  |
| 26.            | Sem título                           | 0:06    |  |
| 27.            | Sem título                           | 0:06    |  |
| 28.            | Sem título                           | 0:06    |  |
| 29.            | Sem título                           | 0:06    |  |
| 30.            | Sem título                           | 0:06    |  |
| 31.            | Sem título                           | 0:06    |  |
| 32.            | Sem título                           | 0:06    |  |
| 33.            | Sem título                           | 0:06    |  |
| 34.            | Sem título                           | 0:06    |  |
| 35.            | Sem título                           | 0:06    |  |
| 36.            | Sem título                           | 0:06    |  |
| 37.            | Sem título                           | 0:06    |  |
| 38.            | Sem título                           | 0:06    |  |
| 39.            | Sem título                           | 0:06    |  |
| 40.            | Sem título                           | 0:06    |  |
| 41.            | Sem título                           | 0:06    |  |
| 42.            | Sem título                           | 0:06    |  |
| 43.            | Sem título                           | 0:06    |  |
| 44.            | Sem título                           | 0:06    |  |
| 45.            | Sem título                           | 0:06    |  |
| 46.            | Sem título                           | 0:06    |  |
| 47.            | Sem título                           | 0:06    |  |
| 48.            | Sem título                           | 0:06    |  |
| 49.            | Sem título                           | 0:06    |  |
| 50.            | Sem título                           | 0:06    |  |
| 51.            | Sem título                           | 0:06    |  |
| 52.            | Sem título                           | 0:06    |  |
| 53.            | Sem título                           | 0:06    |  |
| 54.            | Sem título                           | 0:06    |  |
| 55.            | Sem título                           | 0:06    |  |
| 56.            | Sem título                           | 0:06    |  |
| 57.            | Sem título                           | 0:06    |  |
| 58.            | Sem título                           | 0:06    |  |
| 59.            | Sem título                           | 0:06    |  |
| 60.            | Sem título                           | 0:06    |  |
| 61.            | Sem título                           | 0:06    |  |
| 62.            | Sem título                           | 0:06    |  |
| 63.            | Sem título                           | 0:06    |  |
| 64.            | Sem título                           | 0:06    |  |
| 65.            | Sem título                           | 0:06    |  |
| 66.            | "Ho Song"                            | 3:33    |  |
| Duração total: | Duração total:                       | 51:40   |  |